# Municipio Valle de Juárez
Koordinaten: 19° 56′ N, 102° 57′ W
Valle de Juárez ist ein Municipio im mexikanischen Bundesstaat Jalisco in der Región Sureste. Das Municipio hatte beim Zensus 2010 5.798 Einwohner; die Fläche des Municipios beträgt 195,8 km². Bis 1911 lautete der Name des Municipios Valle de Mazamitla.
Größter Ort im Municipio und Verwaltungssitz ist das gleichnamige Valle de Juárez. Ein weiterer Orte mit zumindest 500 Einwohnern existiert mit Paso de Piedra. Das Municipio umfasst insgesamt 39 Ortschaften.
Das Municipio San Gabriel grenzt an die Municipios Quitupan, Santa María del Oro, Tamazula de Gordiano und Mazamitla sowie an den Bundesstaat Michoacán.
Das Municipio liegt auf durchschnittlich etwa 1800 m Höhe. Mehr als 70 % der Gemeindefläche sind bewaldet, etwa 14 % werden landwirtschaftlich genutzt.